# 臭黄堇
臭黄堇（学名：Corydalis foetida）为罂粟科紫堇属下的一个种。

## 扩展阅读
- 維基物種上的相關：臭黄堇